# Cima del Monte Pollino
Cima del Monte Pollino este o arie protejată (arie specială de conservare — SAC, sit de importanță comunitară — SCI) din Italia întinsă pe o suprafață de 97 ha, integral pe uscat.

## Localizare
Centrul sitului Cima del Monte Pollino este situat la coordonatele 39°54′09″N 16°11′17″E / 39.902573°N 16.188136°E.

## Înființare
Situl Cima del Monte Pollino a fost declarat sit de importanță comunitară în septembrie 1995 pentru a proteja 12 specii de animale. Situl a fost protejat și ca arie specială de conservare în iunie 2017.

## Biodiversitate
Situată în ecoregiunea mediteraneană, aria protejată conține 6 habitate naturale: Pante stâncoase calcaroase cu vegetație casmofită, Păduri de fag din Apenini cu Abies alba și păduri de fag cu Abies nebrodensis, Pajiști carstice calcaroase sau bazofile, de Alysso-Sedion albi, Pajiști alpine și boreale, Pajiști alpine și subalpine calcaroase, Pajiști uscate seminaturale și facies de acoperire cu tufișuri pe substraturi calcaroase (Festuco-Brometalia) (* situri importante pentru orhidee).
La baza desemnării sitului se află mai multe specii protejate:
- păsări (11): potârnichea de stâncă (Alectoris graeca), fâsă-de-câmp (Anthus campestris), acvilă de munte (Aquila chrysaetos), ciocănitoare neagră (Dryocopus martius), șoim călător (Falco peregrinus), muscar-gulerat (Ficedula albicollis), vulturul pleșuv sur (Gyps fulvus), Leiopicus medius, ciocârlie de pădure (Lullula arborea), gaia roșie (Milvus milvus), Prunella collaris
- mamifere (1): lupul (Canis lupus)

Pe lângă speciile protejate, pe teritoriul sitului au mai fost identificate 22 de specii de plante, 4 specii de nevertebrate, 2 specii de reptile.